# Вавель
Вавель (пол. Wawel, в перекладі з польської — пагорб) — замковий комплекс на однойменному пагорбі в місті Кракові, стародавній столиці Польщі. Розташований на лівому березі річки Вісла, в районі Червенського бульвару. Має надзвичайне значення для історичної свідомості й самоідентифікації польського народу.

## Історія

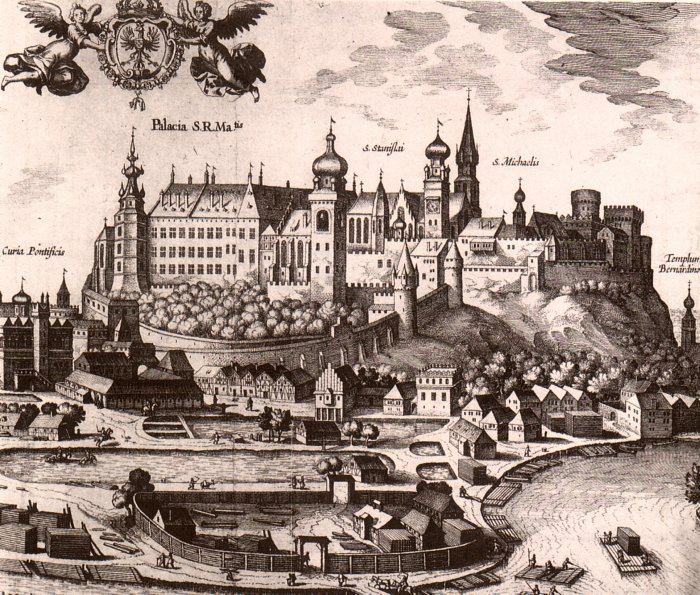
Замок Вавель у 16 столітті

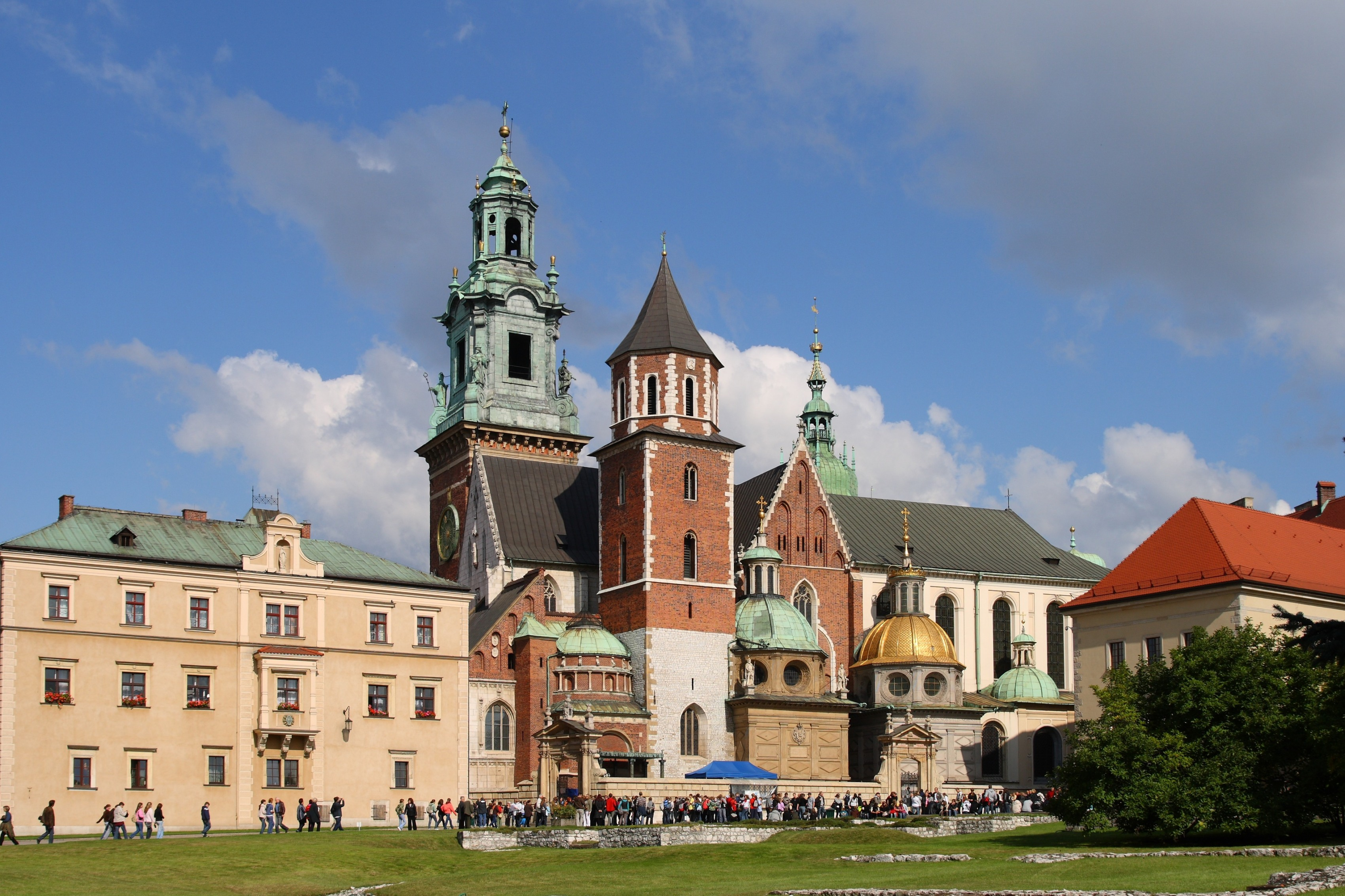
Катедра у Вавелі

- За даними археологічних розкопок на пагорбі Вавель було поселення віслян ще в 11 столітті.

- Король Вацлав II сприяв зведенню перших кам'яних споруд між 1290 та 1300.

- Король Казимир III сприяв перебудові в стилі готики в 14 столітті. Також він пограбував княжу скарбницю на замку у Львові. Зокрема, привіз зі Львова на Вавель дві діадеми, з яких зробили золотий хрест, біля якого свого часу молився Папа Іван Павло ІІ[2].

- У 1499 замок спустошила пожежа. Відновлення розпочав Олександр Ягеллон. Найбільший обсяг відновлювальних робіт виконано за короля Сигізмунда І Старого. У 1595 на Вавелі сталася чергова пожежа, що спонукало новий етап відновлювальних робіт.

- Король Сигізмунд ІІІ Ваза полишає замок, що призвело до його занепаду, нове спустошення сталося у 1702 під час Північної війни (пошкодження від вояків Швеції).

- 1724—1728 — спроби відновлення замку, не доведені до завершення.

- Загарбницькі розділи Польщі у 1772, 1793 і 1795 призвели до розчленування країни — Краків відійшов до складу Австрії. Частину будівель переобладнано на казарми для австрійських вояків. У 1830 Франциском Марією Лянчі розроблено проєкт перебудови у неоготичному стилі, який не було реалізовано. Після 1848 року розпочато осучаснення оборонної системи пагорба. При цьому розібрано частину середньовічного муру, дві башти та кілька будинків і на їх місці протягом 1852–1856 збудовано військовий шпиталь за проєктом Фелікса Ксенжарського.[3]

- Відновлювальні роботи розпочалися лише в 1905.

### Суміш стилів

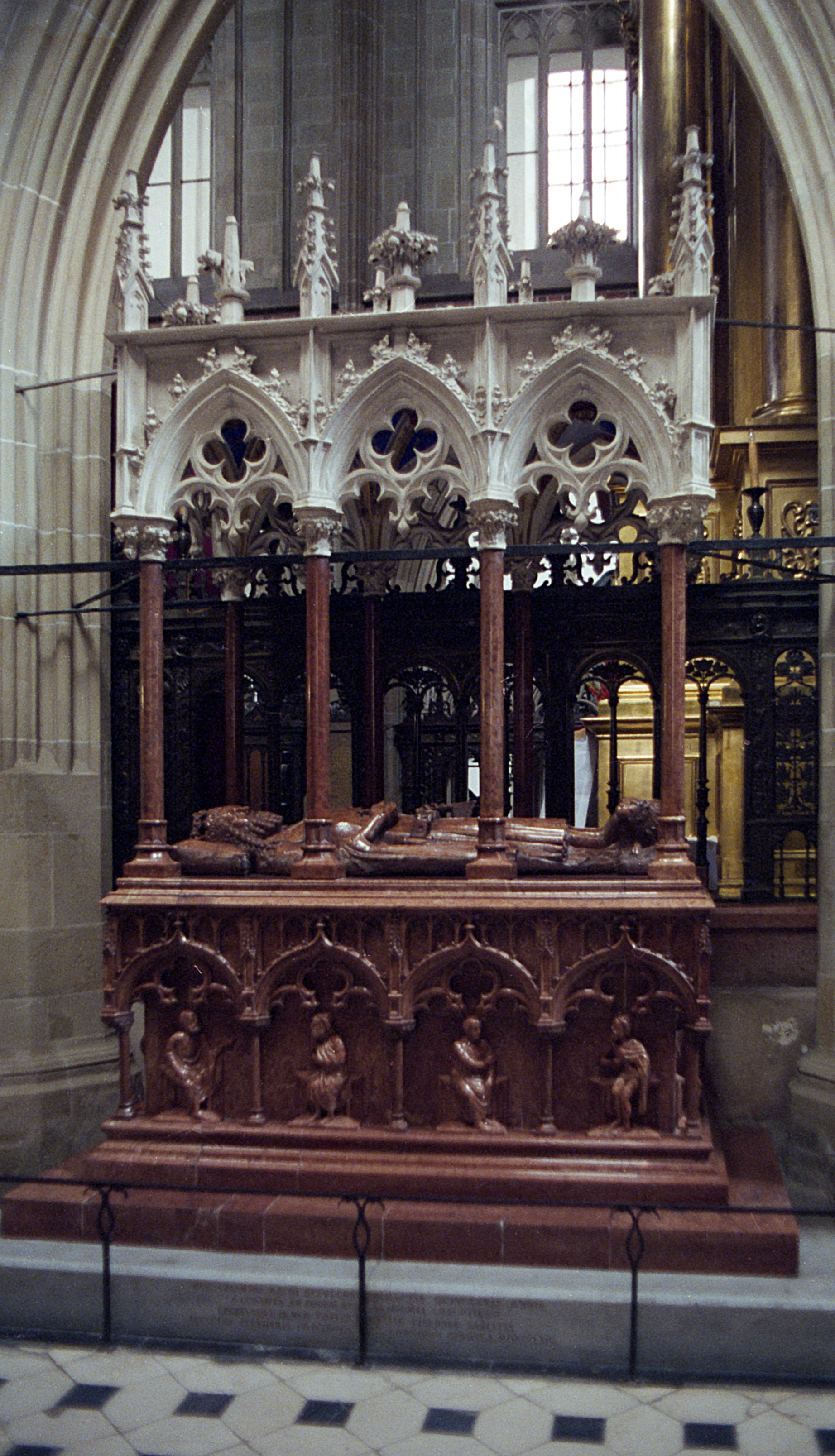
Готичний надгробок короля Казимира Великого, 14 століття

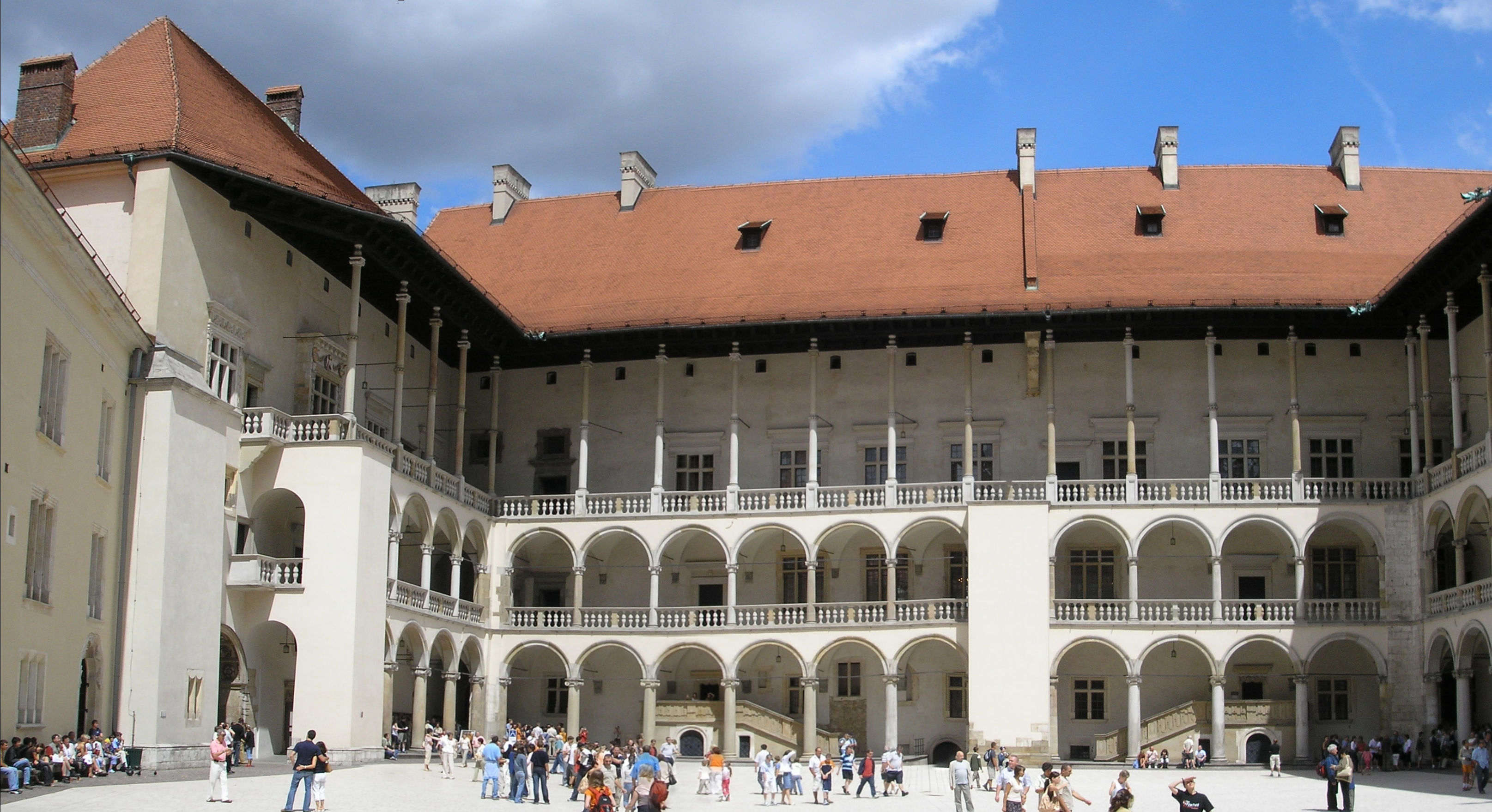
Вавель. Галереї доби Відродження

Довге існування і черга перебудов мало змінили середньовічну, тісну забудову замку. Її не змінило навіть облаштування одного з дворів замку у формах італійського палаццо з трьома відкритими галереями. Замковий костел, його різні частини, мають ознаки романської доби (крипта Св. Леонардо), готики, Відродження, доби бароко тощо. Особливістю інтер'єрів замку була рідкісна суміш залишків готики разом з оздобами доби Відродження, пов'язані тісними культурними і релігійними зв'язками з Італією та Римом. Краківський королівський двір був справжнім мистецьким центром, зорієнтованим на італійські культурні досягнення.
В Кракові виготовляли поліхромні кахлі, ювелірні вироби. В замку Вавель облаштували власну ткацьку мануфактуру. З 16 століття Краків став друкарським центром Польщі.
На Вавелі роками працювали митці з Італії — зброярі з Мілана, архітектори, скульптори, художники. Серед них:
- Б. Береччі (каплиця Сигізмунда І в кафедральному соборі)
- Франческо Фйорентіно і Б. Береччі (замкове подвір'я з галереями)
- Франческо Фйорентіно (надгробок Яна Ольбрахта, собор на Вавелі)
- Санті Гуччі (надгробки)
- Томмазо Долабелла (релігійні образи)

### 20 століття

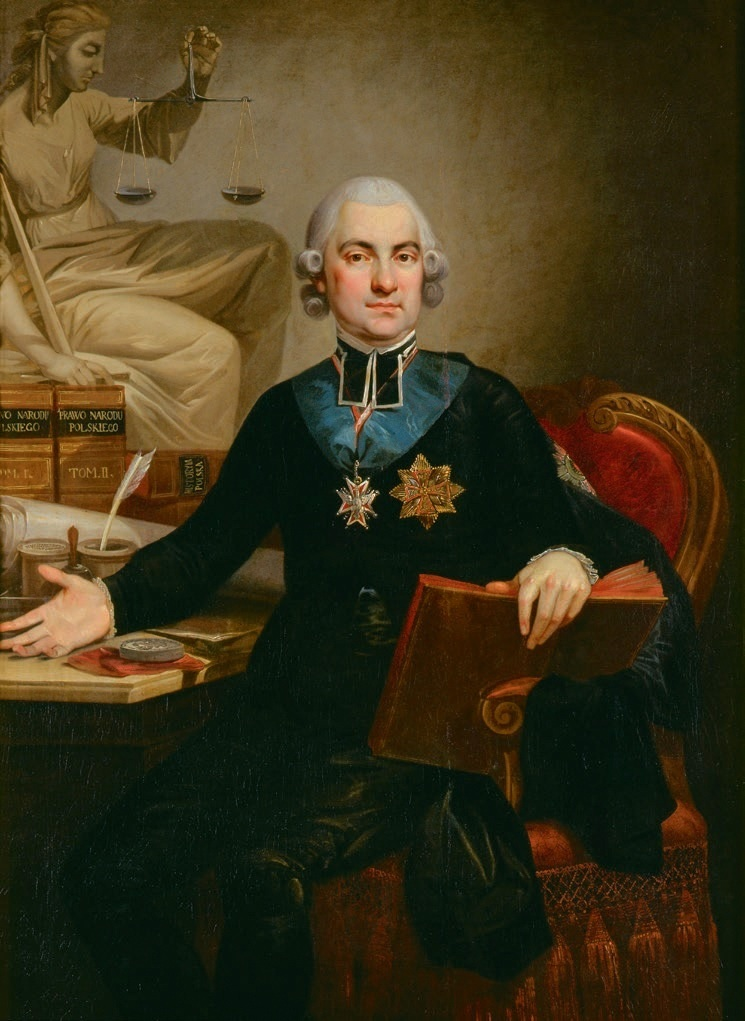
Портрет Гуґо Коллонтая

Після відновлення своєї державності у 1918 р. розпочалися реставраційні роботи на Вавелі. В замок передано мистецькі твори іноземних і національних майстрів, живопис, меблі, витвори декоративно-ужиткового мистецтва, серед них коштовна колекція аррасів Вавеля.
1912 року магістрат Кракова влаштував конкурс проєктів реставрації будинків шпиталю з метою подальшого використання їх для Національного музею. До змагання допущено лише краківських архітекторів, що викликало критику. 1926 року у Краківському технічному товаристві знову точилась дискусія про можливість влаштування Національного музею і лапідарію в будинках шпиталю після відповідної реставрації та адаптації. Задум відстоював проєктант реставрації Тадеуш Стриєнський, а також Славомир Одживольський, Ян Перось. У цієї ідеї були противники, які вважали, що для музею слід збудувати нове приміщення на вулиці Вольській. Серед противників були Владислав Екельський, Адольф Шишко-Богуш. Прийняття рішення було відкладено.
Замок — відомий музейний центр Польщі. В його залах розміщено колекції зброї (серед них історичні мечі Щербець та Сагайдачний), гобеленів, історичних документів, пов'язаних з державницькою діяльністю Гуґо Коллонтая (1750—1812) і створенню Польської Конституції 3 травня 1791 року.

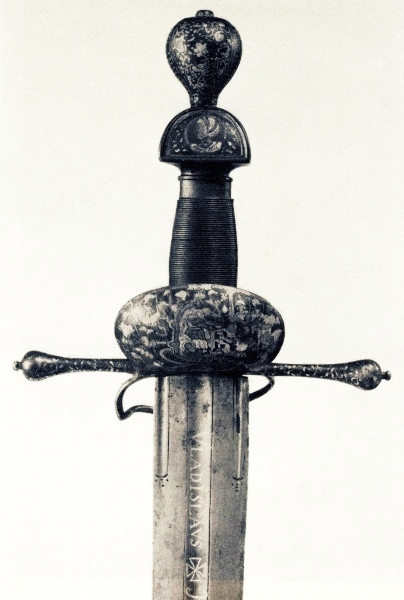
Меч Сагайдачного
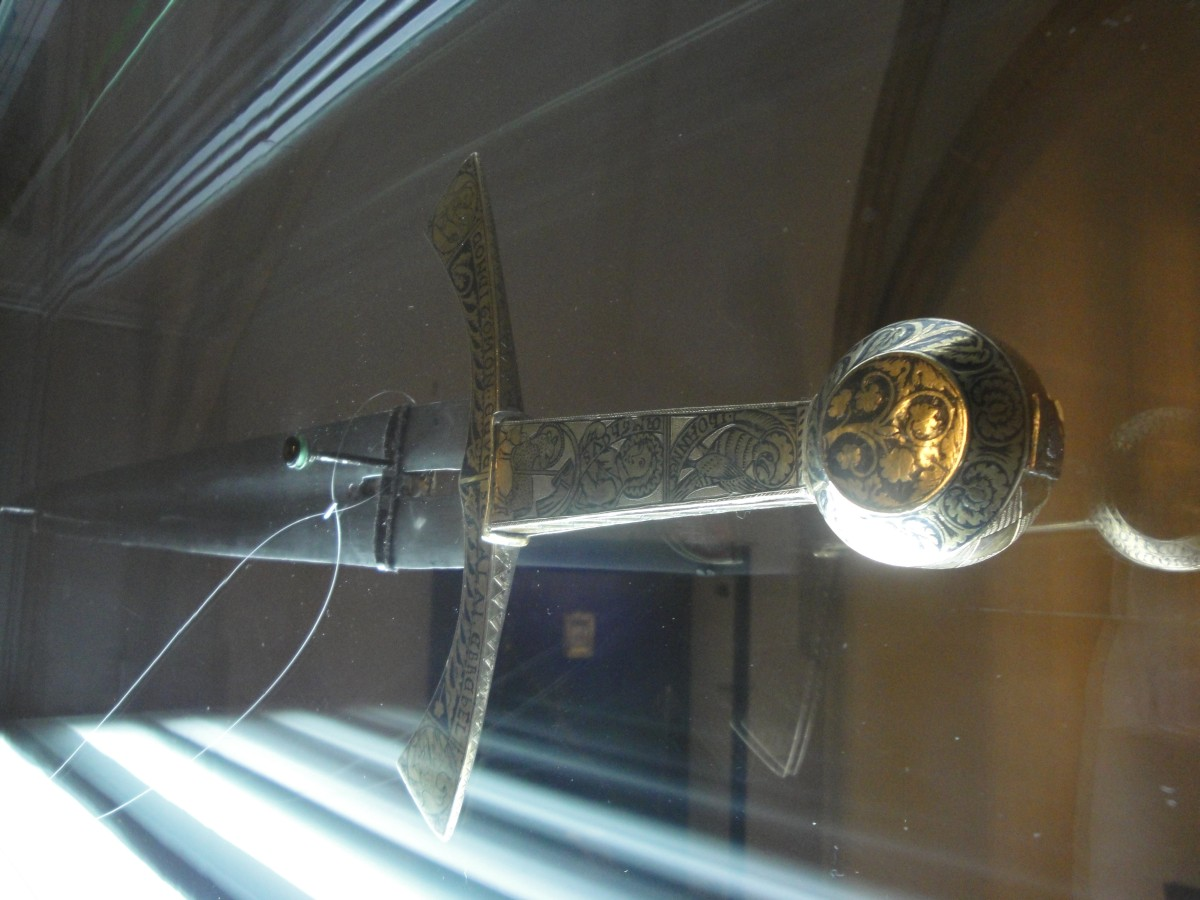
Щербець
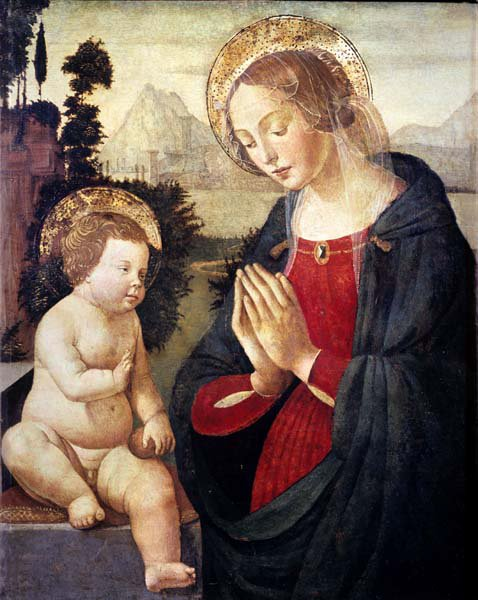
Доменіко Гірляндайо. Мадонна з немовлям
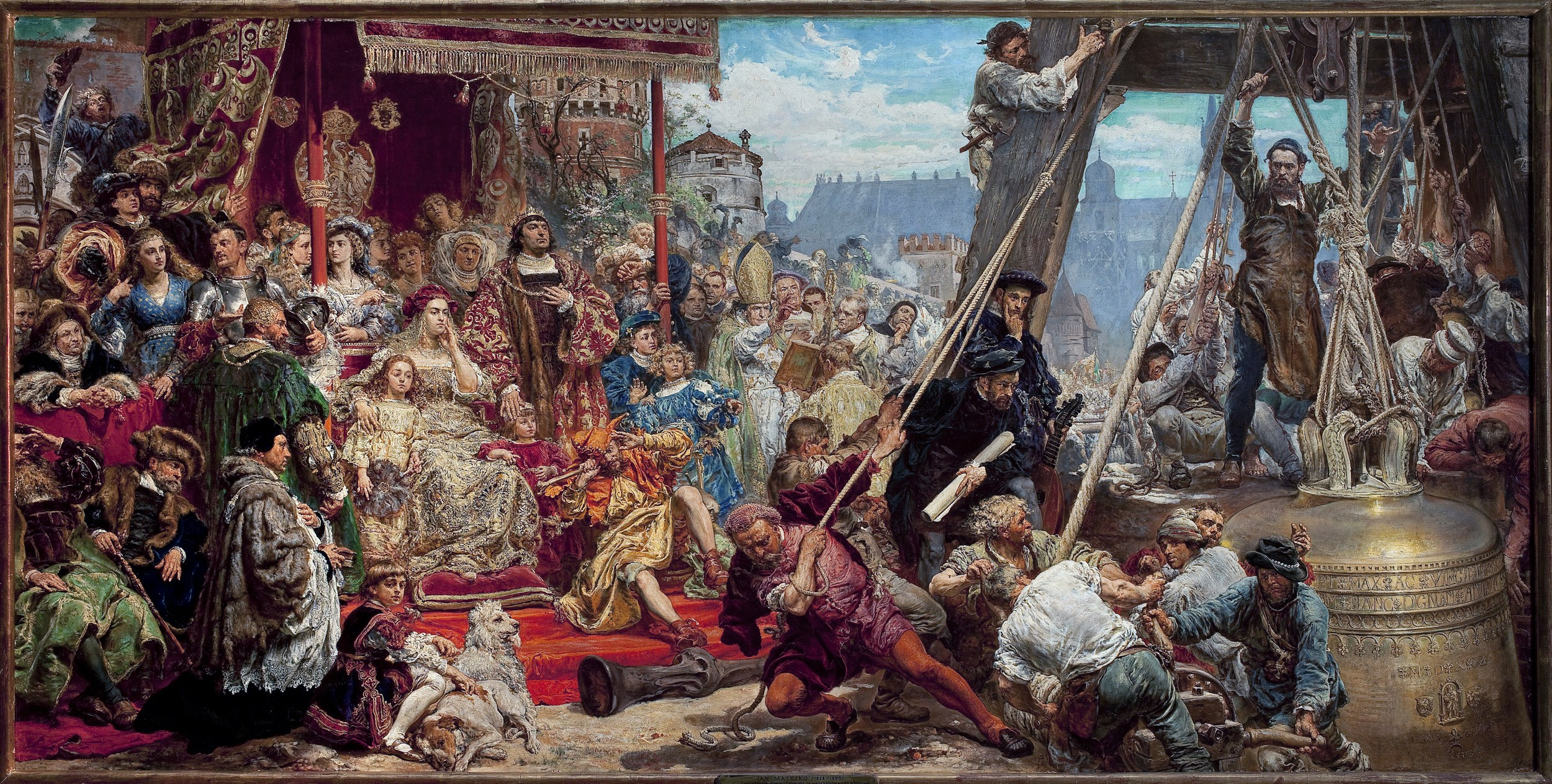
Худ. Ян Матейко. Дзвін Сигізмунда піднімають на вежу в Кракові у 1521 році.
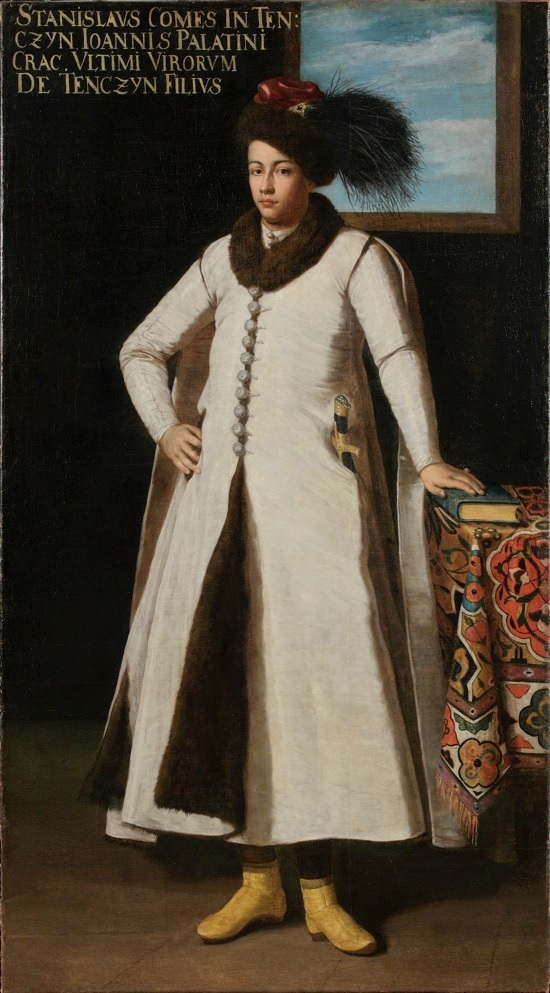
Худ. Томмазо Долабелла. Портрет Станіслава Тенчинського, Вавель.
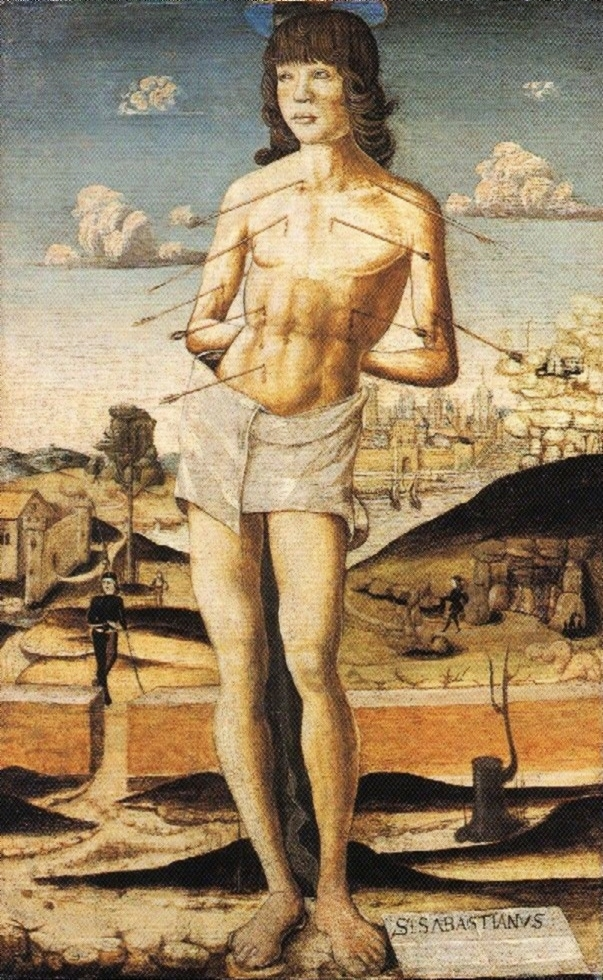
Майстер з Феррари. Св. Себастьян
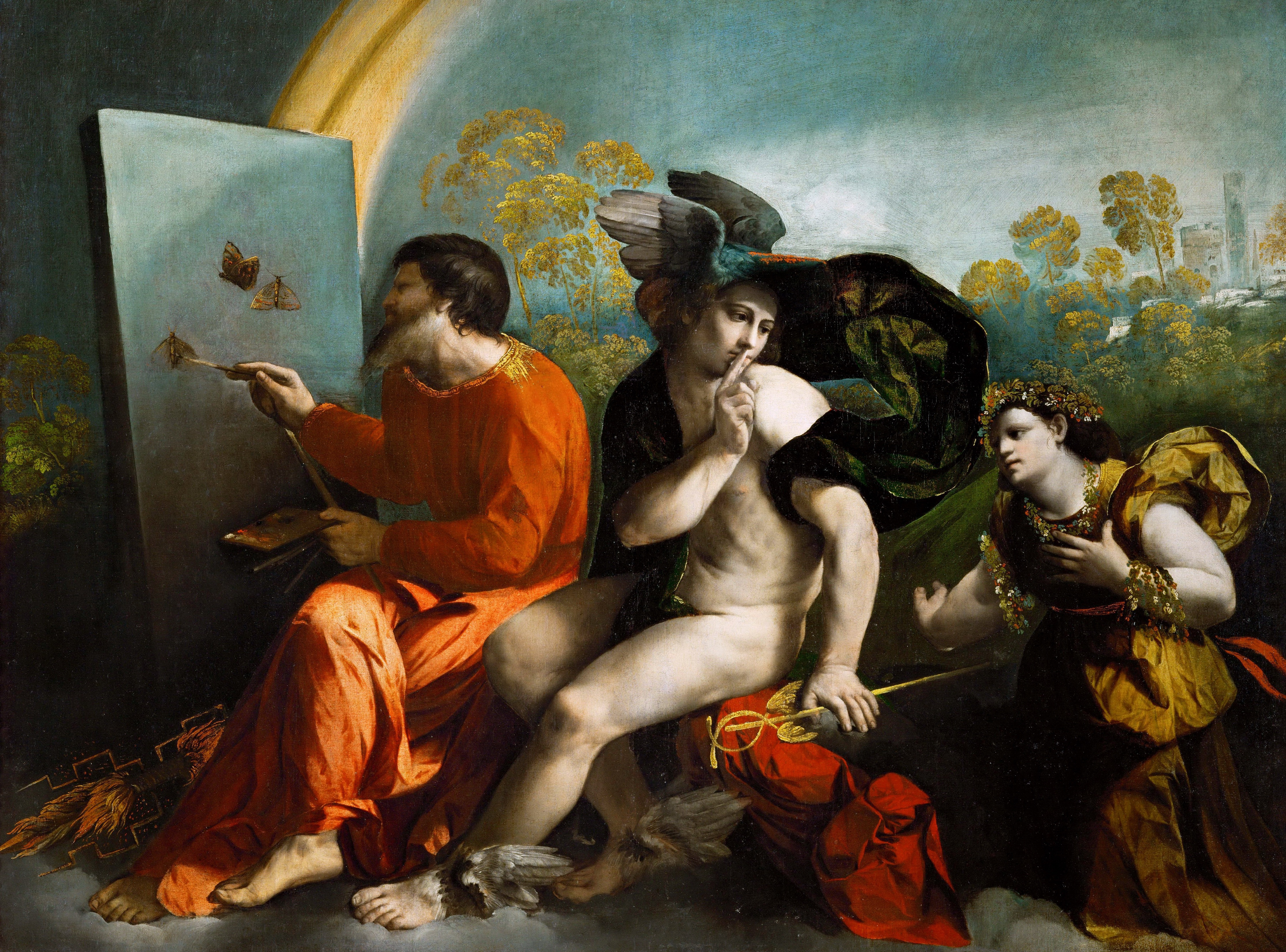
Худ. Доссо Доссі. Зевс-художник малює метеликів.